# Jacqueline Aubry
Pour les articles homonymes, voir Aubry.
Jacqueline Aubry, née le 28 septembre 1935 à L'Île-Bouchard et morte le 15 mars 2016 à Saint-Benoît-la-Forêt (Indre-et-Loire), est l'une des voyantes des apparitions mariales de L'Île-Bouchard en 1947.

## Biographie

### Enfance
Née le 28 septembre 1935, Jacqueline Aubry est la fille de Marcel Aubry et Madeleine Robin, mariés en 1928 et propriétaires d'une pâtisserie dans la rue Gambetta, à L'Île-Bouchard. Jacqueline a un frère aîné, Jacques (1933-1997) et une sœur, Jeannette (1940-2011). M. et Mme Aubry ne pratiquent pas, mais ils mettent leurs filles à l'école primaire tenue par les Sœurs de Jeanne Delanoue, rue de Beauvais, ainsi qu'au catéchisme de la paroisse.

### Évènements de 1947

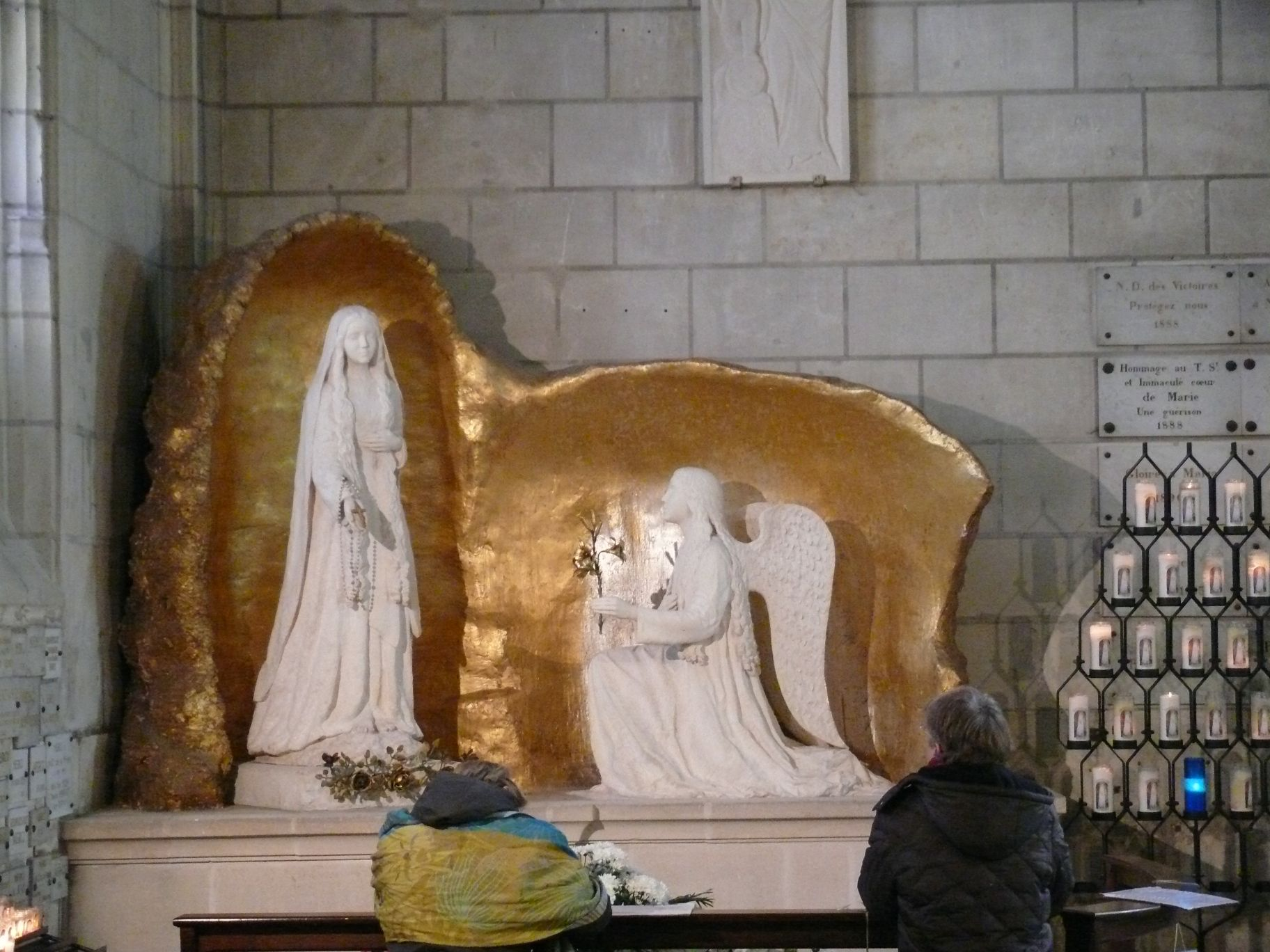
Grotte de Notre-Dame de la Prière, où seraient apparus la Vierge et l'ange.

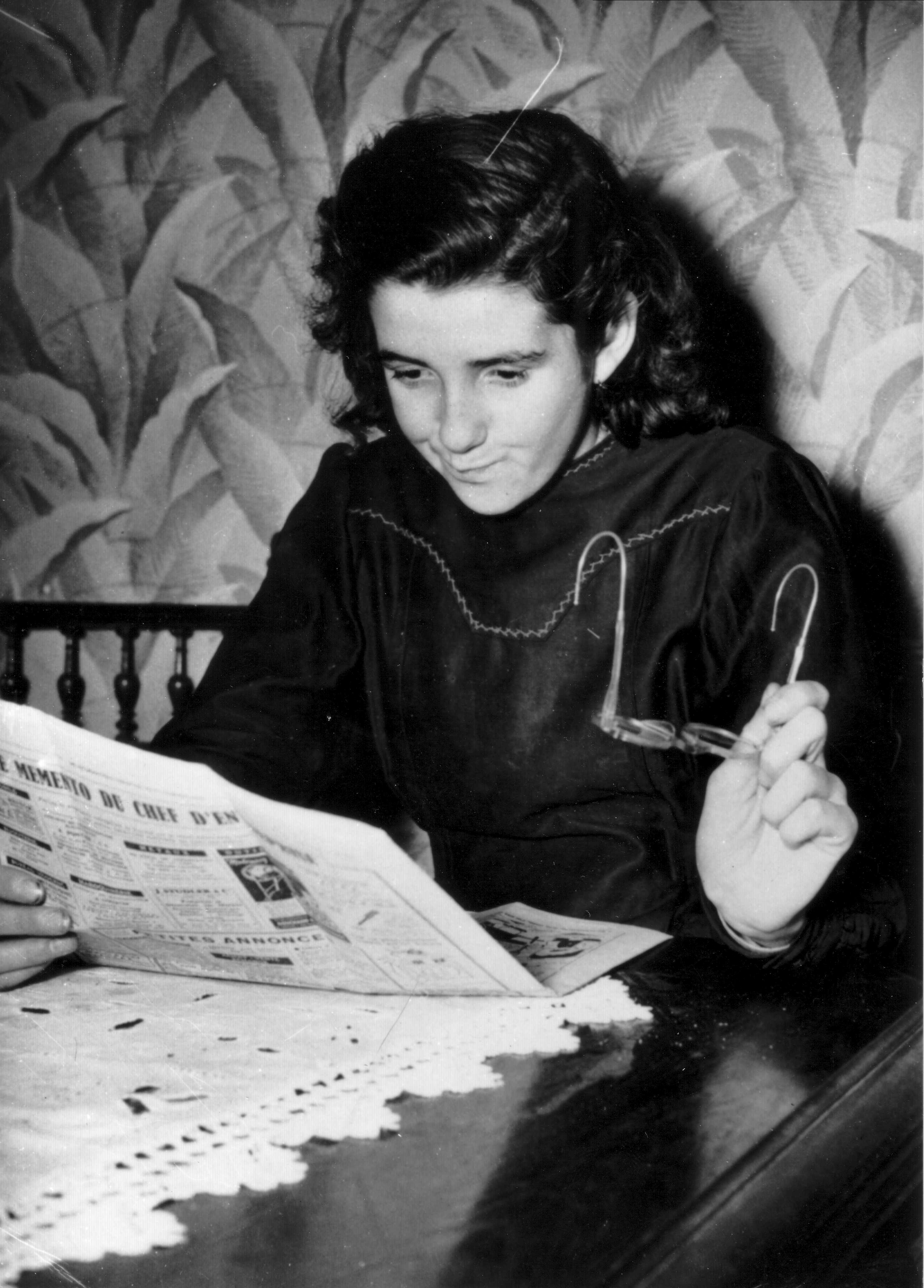
Jacqueline lisant sans lunettes (1947).

Du 8 au 14 décembre 1947, alors âgée de 12 ans, Jacqueline aurait été témoin, avec sa sœur Jeanne Aubry, sa cousine Nicole Robin et une voisine, Laura Croizon (morte en 1999), de dix apparitions de la Vierge Marie et de l'ange Gabriel en l'église Saint-Gilles de L'Île-Bouchard. Celle-ci leur aurait demandé de prier pour la France, les familles, les vocations et les pécheurs, et de faire construire une grotte - qui deviendra par la suite le sanctuaire de Notre-Dame-de-la-Prière. À la suite des apparitions, Jacqueline, alors malvoyante, est guérie de façon inexpliquée.
Le 8 décembre 2001, Mgr Vingt-Trois, alors archevêque de Tours, autorise par décret les pèlerinages et le culte public célébré à L'Île-Bouchard en l’honneur de « Notre-Dame de la Prière », au terme d’une enquête diocésaine de dix-huit mois.

### Vie professionnelle et retraite
Jacqueline obtient son certificat d'étude en 1949. Marcel Aubry meurt d'un cancer en 1951. La mère de Jacqueline, après avoir mis la pâtisserie en location, s’installe à Tours avec ses enfants. Jacqueline travaille quelque temps dans une boutique d’objets d’art puis, grâce à une religieuse qui aide sa famille, elle prépare le brevet élémentaire et devient institutrice. Elle enseigne alors à l’Institut Saint-Saturnin, rue des Tanneurs, puis à l’école Sainte-Agnès, à Notre-Dame La Riche (Tours). Ses dons pédagogiques lui vaudront une appréciation élogieuse de l’inspecteur. Très aimée des enfants, elle éveille chez plusieurs d’entre eux une vocation sacerdotale ou religieuse. À la suite de problèmes de santé, elle prend sa retraite en 1992 et revient habiter L'Île-Bouchard. En 1998, elle entre dans la Communauté de l'Emmanuel.

### Décès et obsèques
Jacqueline Aubry meurt à 80 ans le 15 mars 2016, à l'hôpital Sainte-Jeanne-d'Arc de Saint-Benoît-la-Forêt, après quelques mois passés dans une maison de retraite, à Chinon. Ses obsèques sont célébrées le 19 mars suivant (solennité de Saint-Joseph) par Mgr Bernard-Nicolas Aubertin (archevêque de Tours) en l'église Saint-Gilles en présence de Mgr Yves Le Saux, évêque du Mans, Mgr Albert-Marie de Monléon, évêque émérite de Meaux, et de dom Jean Pateau et dom Antoine Forgeot, Pères Abbés de Fontgombault.